# クエスチョン・オブ・バランス
『クエスチョン・オブ・バランス』（原題：A Question of Balance）は、イギリスのプログレッシブ・ロック・バンド、ムーディー・ブルースが1970年に発表した6作目のスタジオ・アルバム。

## 背景
ジャスティン・ヘイワードによれば、本作はライヴ・パフォーマンスを念頭に置いてレコーディングされ、「ある意味、過剰にオーヴァーダブの世界へ乗り出さず、スタジオの中でライヴ演奏する方向性に戻った」とのことである。また、ヘイワードは自身が作詞・作曲した「クエスチョン」について「ライヴ録音で、オーヴァーダビングもダブルトラッキングも使わず、ちょっとエコーをかけただけさ」とコメントしている。「クエスチョン」や「マイクズ・ナンバー・ワン」はレコーディングの初期の段階で録音されるが、アメリカ・ツアーのためにレコーディングは一度中断され、4月24日には「クエスチョン」のシングル・ヴァージョンがリリースされて、6月初頭に本作のレコーディングが再開された。なお、「マイクズ・ナンバー・ワン」は未完成のままアウトテイクとなり、2003年の夏にテープが発見された。
オリジナルLPの裏ジャケットには、『ナショナルジオグラフィック』誌に掲載されたジョン・ブラッシュフォード＝スネルの写真をモデルにした人物（ピスヘルメットを着用し銃を持った男性）が描かれていた。そして、これに対してスネルがバンドとレーベルを訴えたため、該当する部分は後に、ピスヘルメットをかぶっていない人物に描き直された。
2006年のSACDにはボーナス・トラックが6曲追加され、2008年のリマスターCDにも引き続き収録された。

## 反響
本作に先行してリリースされたシングル「クエスチョン」は、全英シングルチャートで2位に達し、「ゴー・ナウ」（1964年）以来のトップ10シングルとなる。また、アメリカのBillboard Hot 100では21位に達した。
続いて本作が発表されると、全英アルバムチャートでは3週連続で1位となり、自身2作目の1位獲得アルバムとなった。アメリカのBillboard 200では3位を記録し、1970年11月にはRIAAによってゴールドディスクに認定され、24年後の1994年11月にはプラチナディスクに認定された。

## 収録曲
1. クエスチョン "Question" (Justin Hayward) – 5:44
2. ハウ・イズ・イット "How Is It (We Are Here)" (Mike Pinder) – 2:45
3. そして波が打ち寄せ "And the Tide Rushes In" (Ray Thomas) – 2:55
4. ドント・ユー・フィール・スモール "Don't You Feel Small" (Graeme Edge) – 2:38
5. かめとうさぎ "Tortoise and the Hare" (John Lodge) – 3:19
6. イッツ・アップ・トゥ・ユー "It's Up to You" (J. Hayward) – 3:11
7. 吟遊詩人の歌 "Minstrel's Song" (J. Lodge) – 4:27
8. ドーニング・イズ・ザ・デイ "Dawning is the Day" (J. Hayward) – 4:21
9. メランコリー・マン "Melancholy Man" (M. Pinder) – 5:45
10. バランス "The Balance" (G. Edge, R. Thomas) – 3:27

### ボーナス・トラック
1. マイクズ・ナンバー・ワン "Mike's Number One" (M. Pinder) – 3:36
2. クエスチョン（オルタネイト・ヴァージョン） "Question (Alternate Version)" (J. Hayward) – 6:08
3. 吟遊詩人の歌（オリジナル・ミックス） "Minstrel's Song (Original Mix)" (J. Lodge) – 4:35
4. イッツ・アップ・トゥ・ユー（オリジナル・ミックス） "It's Up to You (Original Mix)" (J. Hayward) – 3:19
5. ドント・ユー・フィール・スモール（オリジナル・ミックス） "Don't You Feel Small (Original Mix)" (G. Edge) – 3:02
6. ドーニング・イズ・ザ・デイ（フル・オリジナル・ミックス） "Dawning is the Day (Full Original Mix)" (J. Hayward) – 4:36

## 参加ミュージシャン
- ジャスティン・ヘイワード - ボーカル、ギター、マンドリン
- ジョン・ロッジ - ボーカル、ベース
- マイク・ピンダー - ボーカル、メロトロン、モーグ・シンセサイザー
- レイ・トーマス - ボーカル、フルート、タンブリン
- グレアム・エッジ - ドラムス、パーカッション